# Hypophthalmus edentatus
Hypophthalmus edentatus is een straalvinnige vissensoort uit de familie van antennemeervallen (Pimelodidae). De wetenschappelijke naam van de soort is voor het eerst geldig gepubliceerd in 1829 door Spix & Agassiz.